# كوبي تياتي كاك
كوبي تياتي كاك (وأيضًا كوه وكووب في اللغة الندوتية، الاسم يعني إمَّا جدُّ/سلف الربِّ أو الربُّ الجدُّ) هو الخالق الأسمى في الديانة السيريرية. كوبي تياتي كاك هو الاسم الذي يستعمله الشعب الندوتي ليشيروا به إلى الكائن الأسمى. بين الندوتين وأتباع الديانة السيريرية، كوبي تياتي كاك معروف بأنَّه مُرتبط بالموت والطاعون (بيستي).